# Angelo Gennaccaro
Angelo Gennaccaro (* 7. Juni 1983 in Bozen, Südtirol) ist ein italienischer Politiker und Abgeordneter im Südtiroler Landtag.

## Ausbildung und Beruf
Angelo Gennaccaro wuchs in den Bozner Stadtvierteln Don Bosco und Gries auf. Er erlangte seine Matura am Istituto Tecnico Commerciale „Cesare Battisti“ in Bozen. Ein Diplom im Bereich Kino und Fernsehen erlangte er an der Filmhochschule Cinecittà in Rom. Ferner absolvierte Gennaccaro an der Universität Verona ein Studium der Kommunikationswissenschaft, Publizistik und des Journalismus und schloss dieses mit der Laurea ab. Im Rahmen des Erasmus-Programms absolvierte Gennaccaro einen Aufenthalt an der Ludwig-Maximilians-Universität in München. Er war beruflich unter anderem als Pressesprecher und in der Jugendarbeit tätig. Gennaccaro wirkte auch in Werbespots mit, unter anderem für Telecom Italia und die Bonbonmarke Golia des Süßwarenherstellers Perfetti Van Melle.

## Politik

### Kommunalpolitiker in Bozen
Bei den Gemeindewahlen 2010 kandidierte Gennaccaro auf der Liste der christdemokratischen Zentrumspartei Casini Unione di Centro für den Gemeinderat seiner Heimatstadt Bozen und konnte mit 468 Vorzugsstimmen als meistgewählter Listenkandidat ein Mandat erringen.
Bei den darauffolgenden Gemeindewahlen 2015 trat er mit einer eigenen Liste unter der Bezeichnung Io sto con Bolzano – Für Bozen Gennaccaro Sindaco Bürgermeister als Bürgermeisterkandidat an. Auf die Liste entfielen 3,4 % der Stimmen und ein Mandat. Da der seit in einer Stichwahl wiedergewählte Bürgermeister Luigi Spagnolli in der Folge keine Mehrheit im Gemeinderat finden konnte, erklärte dieser seinen Rücktritt und es kam im Mai 2016 zu vorgezogenen Neuwahlen. Gennaccaro trat erneut als Bürgermeisterkandidat der von ihm gegründeten Liste an, mit welcher er 4,51 % der Listenstimmen und 2 Sitze erreichen konnte. Der in einer Stichwahl als Kandidat eines Mitte-links-Bündnisses zum Bürgermeister gewählte Renzo Caramaschi berief Gennaccaro in den neuen Stadtrat. Er verantwortete dort die Zuständigkeiten Sport, Jugend, Demografische Dienste und Stadtviertel.
Bei den Gemeindewahlen 2020 kandidierte er erneut an der Spitze seiner Liste für das Amt des Bürgermeisters von Bozen und erreichte 8,3 % der Listenstimmen, womit er die Anzahl der Mandate auf 4 verdoppeln konnte. Er wurde in der Folge erneut von Caramaschi in den Stadtrat berufen und dort mit den Zuständigkeiten digitale Innovation, Smart City, Jugend, Bürgerbeteiligung, Personal, Demografische Dienste, Informatik und Gemeinschaftsförderung betraut.

### Landtags- und Regionalratsabgeordneter
Bei der Landtagswahl in Südtirol 2023 konnte Gennaccaro als Kandidat der italienischen Bürgerliste La Civica mit 3191 Vorzugsstimmen als meistgewählter Italiener ein Mandat für den Südtiroler Landtag und damit gleichzeitig für den Regionalrat Trentino-Südtirol erringen. Am 1. Februar 2024 wurde er zum Landtagsvizepräsidenten gewählt. Seit März 2024 ist er Assessor in der Regionalregierung Trentino-Südtirol.